# Yiğitler (Karlıova)
Yiğitler (kurd. Sağnis, auch Saxnis) ist ein Dorf im Landkreis Karlıova der türkischen Provinz Bingöl. Yiğitler liegt in Ostanatolien auf einer Hochebene 1810 m über dem Meeresspiegel, ca. 40 km südwestlich von Karlıova.
Der ursprüngliche Name der Ortschaft ist armenischen Ursprungs und lautet Sağnis. Dieser Name ist heute noch gebräuchlich. Das Dorf war armenisch besiedelt und wurde im Ersten Weltkrieg im Rahmen des Deportationsgesetzes (türk. tehcir kanunu) vollständig zwangsgeräumt.
1985 lebten 1786 Menschen in Yiğitler. 2017 hatte die Ortschaft 1407 Einwohner. Zu Yiğitler gehören die Weiler Çatak, Mezracık, Gülabi. 